# El Emir Abdelkader
El Emir Abdelkader (em árabe: الأمير عبد القادر) é um município localizado na província de Aïn Témouchent, no noroeste da Argélia. Em 2010, sua população era de 4 554 habitantes.